# Tomorrow Never Knows
"Tomorrow Never Knows" là ca khúc kết thúc album năm 1966 Revolver của ban nhạc The Beatles. Được ghi cho Lennon-McCartney, đây thực tế là một sáng tác của John Lennon. Phần giọng hát của ca khúc này được thu quá máy chỉnh âm Leslie (cũng được sử dụng để tạo âm vang cho đàn Hammond organ). Phần hiệu ứng âm thanh qua băng thâu được chuẩn bị bởi từng thành viên của ban nhạc khi cho trộn lẫn nhiều yếu tố khác nhau của âm nhạc Ấn Độ, trong khi phần chơi trống của Ringo Starr cũng được chơi một cách không bình thường.
Ca khúc này được bình chọn là một trong những sáng tác xuất sắc nhất vào thời điểm đó. Pitchfork Media từng xếp ca khúc ở vị trí số 19 trong danh sách "200 bài hát vĩ đại nhất thập niên 1960" vào năm 2006.

## Thành phần tham gia sản xuất
- John Lennon – hát chính, hát đè, Hammond organ và băng thâu.
- Paul McCartney – bass, guitar solo nền và băng thâu.
- George Harrison – sitar, tamboura và băng thâu.
- Ringo Starr – trống, sắc-xô và băng thâu.
- George Martin – piano, sản xuất.
- Geoff Emerick – kỹ thuật viên âm thanh.

Theo Ian MacDonald